# Кристенсен, Эрик (астроном)
Эрик Дж. Кристенсен (англ. Eric J. Christensen; род. 1977) — американский астроном и первооткрыватель комет, астероидов и малых тел.

## Карьера
Является руководителем программы Catalina Sky Survey, которая финансируется НАСА и базируется в Лунно-планетарной лаборатории Аризонского университета в Тусоне. Кристенсен является также руководителем по работе с околоземными объектами (ОСЗ-объектов сближающихся с Землей), включая наблюдения, разработку программного обеспечения, оптимизацию каденции, обслуживание и коллимацию телескопов и инструментов, моделирование и оптимизацию съемки. Он также провел 5 лет в обсерватории Джемини в Чили в составе исследовательской группы.

### Открытия
Пронумерованные кометы
- 164P/Кристенсена
- 170P/Кристенсена
- 210P/Кристенсена
- 266P/Кристенсена
- 286P/Кристенсена
- 287P/Кристенсена
- 298P/Кристенсена
- 316P/LONEOS-Кристенсена
- 383P/Кристенсена

Ненумерованные кометы
- C/2005 B1 (Christensen)
- C/2005 O2 (Christensen)
- P/2005 T2 (Christensen)
- C/2005 W2 (Christensen)
- C/2006 F2 (Christensen)
- P/2006 S4 (Christensen)
- C/2006 W3 (Christensen)
- P/2006 WY182 (Christensen)
- C/2006 YC (Catalina-Christensen)
- P/2007 B1 (Christensen)
- C/2013 K1 (Christensen)
- C/2014 H1 (Christensen)
- C/2014 M2 (Christensen)
- C/2014 W7 (Christensen)
- P/2016 A2 (Christensen)
- P/2022 E1 (Christensen)

## Награды
В его честь назван астероид  13858 Эрик Кристенсен, обнаруженный компанией Catalina Sky Survey в 1999 году. Официальная ссылка на именование была опубликована Minor Planet Center 22 июля 2013 года (MPC 84377).